# Paul-Otto Schmidt-Michel

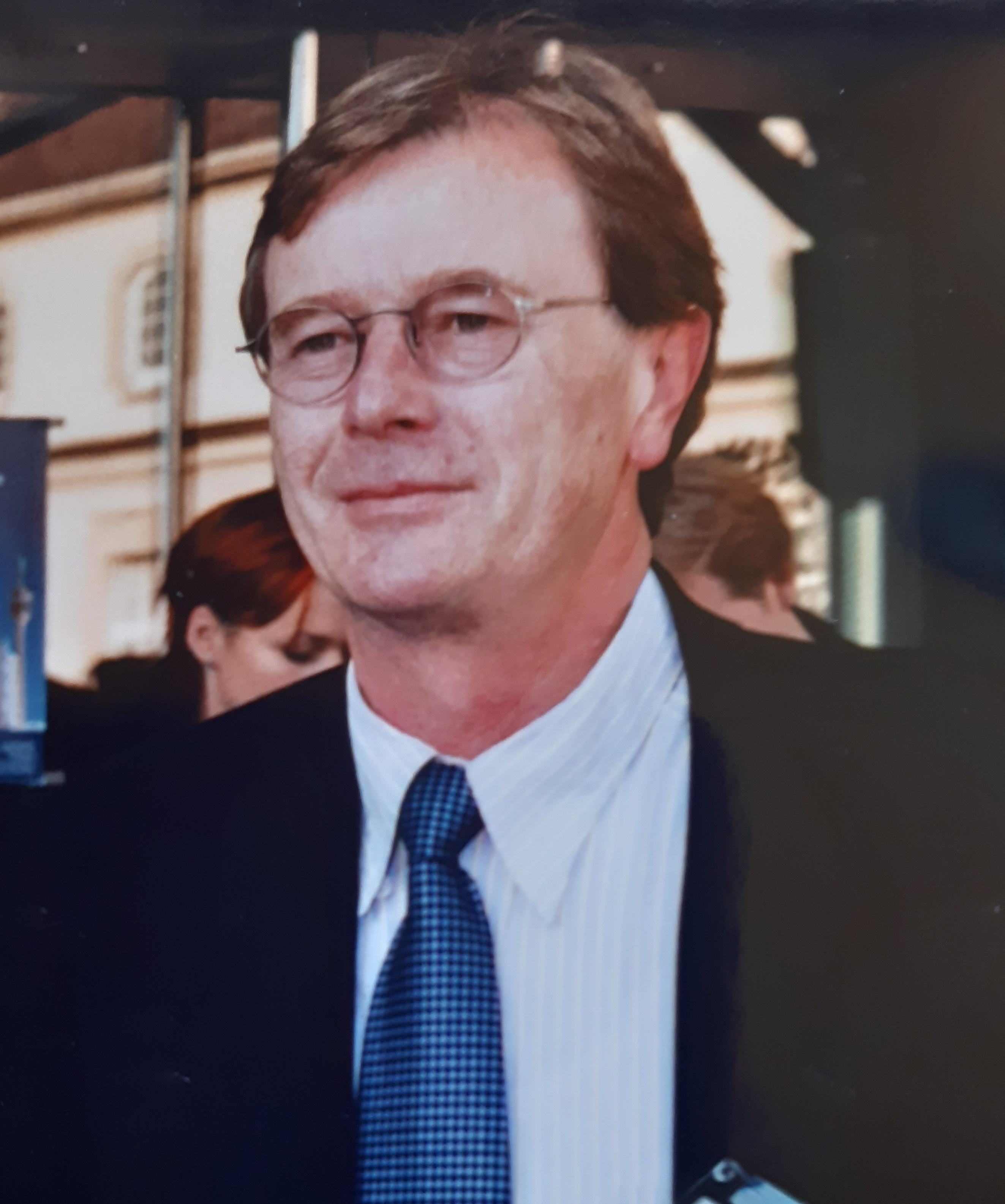
Paul-Otto Schmidt-Michel (2000)

Paul-Otto Schmidt-Michel (geb. Schmidt; verh. Schmidt-Michel; * 10. Juli 1949 in Friedrichshafen am Bodensee; † 22. Februar 2024 in Meckenbeuren) war ein deutscher Psychiater, Psychotherapeut und Psychologe. Er war Ärztlicher Direktor des Zentrums für Psychiatrie Südwürttemberg, Standort Weissenau / Ravensburg (2006–2014), Wiederbegründer der Psychiatrischen Familienpflege in Südwürttemberg, Vorstand der ARKADE e.V./ Ravensburg (1984–2015) und ab 1996 im Beclean e. V., Ravensburg sowie ab 2004 Präsident der NGO Asociatia Transilvania in Cluj.

## Studium und berufliche Karriere
Paul-Otto Schmidt-Michel wurde als Sohn von Paul (1903–1974) und Viktoria Schmidt (1917–2010; geb. Metzler) in Friedrichshafen geboren und wuchs mit zwei älteren Brüdern auf.
Ab 1972 studierte er an der Freien Universität Berlin, an der er das Studium der Psychologie mit einer Diplom-Hauptprüfung 1975 sowie das Studium der Humanmedizin 1979 abschloss. Die Facharztausbildung für Psychiatrie und Neurologie, die Schmidt 1985 abschloss, durchlief er am Rheinischen Landeskrankenhaus Bedburg-Hau, am Zentrum für Psychiatrie Reichenau und an den Neurologischen Kliniken Schmieder Gailingen/Allensbach. Die Zusatzbezeichnung „Psychotherapie“ erwarb er 1986.
Am PLK Weissenau, Abteilung Psychiatrie I der Universität Ulm arbeitete er von 1983 bis 1989 als Oberarzt für vier psychiatrische Stationen sowie als „Bereichsleiter Zentrale Weiterbildung“. Von 1989 bis 1997 war Schmidt-Michel als Ärztlicher Leiter des Weissenauer Bereichs „Rehabilitation und Sozialpsychiatrie“ tätig. Ab 1990 übernahm er die ärztliche Leitung des „Sektors Bodenseekreis“. 1995 wurden die von ihm aufgebaute Psychiatrische Tagesklinik in Friedrichshafen und das Rehabilitationseinrichtung für psychische Kranke in Baienfurt/Ravensburg eröffnet. Von 1997 bis 2006 war er Chefarzt der Abteilung Sektorpsychiatrie und von 2006 bis zu seinem Ruhestand im Jahre 2014 – Ärztlicher Direktor des ZfP Südwürttemberg, Standort Weissenau/Ravensburg sowie Ärztlicher Leiter des Geschäftsbereichs Klinik für Psychiatrie und Psychotherapie der Zentren für Psychiatrie Bad Schussenried, Weissenau und Zwiefalten.

## Wissenschaftliche Tätigkeit
Im Januar 1982 promovierte Schmidt am an der FU Berlin mit einer Dissertation zum Thema „Die Geschichte der Sektion Psychiatrie und Gesellschaft Deutscher Naturforscher und Ärzte von 1846–1885“. 1989 übernahm er die Leitung eines Forschungsprojektes über „Therapie und Rückfallprophylaxe psychischer Erkrankungen im Erwachsenenalter“. Im Sommer 1991 habilitierte er an der Universität Ulm zum Thema „Die psychiatrische Familienpflege – medizin-historische Entwicklung und Evaluation eines [aktuellen klinischen] Projekts“, wurde im selben Jahr zum Privatdozenten für das Fachgebiet Psychiatrie ernannt und lehrte dort ab Mai 1997 als außerplanmäßiger Professor.

## Tätigkeiten in der Lehre
Während des Studiums, von 1975 bis 1978, arbeitete Schmidt als Dozent für das Fach Psychologie an der Fachhochschule für Sozialarbeit und Sozialpädagogik in Berlin. Von 1977 bis 1981 hielt er Vorlesungen an der Zentralschule für Krankenpflege Berlin. In den Jahren 1982/83 war er Lehrbeauftragter der Universität Konstanz für den Bereich Medizingeschichte. Von 1983 bis 1988 war Schmidt-Michel für die Zentrale Weiterbildung am PLK Weissenau als Bereichsleiter zuständig. Seit 1983 war Schmidt-Michel ununterbrochen in der Lehre an der Medizinischen Fakultät der Universität Ulm tätig (Pflichtpraktikum für Medizinstudenten im letzten Ausbildungsabschnitt).

## Werk
Schmidt-Michel setzte sich für eine soziale Psychiatrie sowie die Reform der Psychiatrie in der Bundesrepublik Deutschland sowie im Osteuropa der Nachwendezeit, insbesondere in Rumänien, sowie für die Wiedereinführung der Psychiatrischen Familienpflege in Deutschland ein. An der Formulierung eines wichtigen Grundsatzes des Betreuten Wohnens in Familien (BWF), nämlich eine ausreichende Finanzierung der Gastfamilien bei gleichzeitiger Begleitung durch einen professionellen Fachdienst, arbeitete er in den „Leitlinien zur Durchführung der psychiatrischen Familienpflege“ mit. Diese Leitlinien waren die Basis der aktuellen fachlichen Standards des Fachausschusses Betreutes Wohnen in Familien (BWF) der Deutschen Gesellschaft für Soziale Psychiatrie.
In seiner Dissertation beschäftigte er sich bereits mit „Alternativen zur Anstaltsversorgung“. 2006 stieß er dann die Gründung des Forschungsbereichs für Geschichte der Medizin am Zentrum für Psychiatrie Südwürttemberg / Klinik für Psychiatrie und Psychotherapie I der Universität Ulm in Ravensburg mit dem Ziel der Aufarbeitung der Medizin-, und insbesondere der Psychiatrie- und Psychotherapiegeschichte an, in Verbindung mit dem 2003 gegründeten Württembergischen Psychiatriemuseum sowie dem Verlag „Psychiatrie und Geschichte“ Zwiefalten. 2006 wurde er zum Ärztlichen Direktor ernannt.
Bereits in den 1980er Jahren engagierte er sich im sozialpsychiatrischen Hilfsverein Arkade e.V. im Landkreis Ravensburg und war Anfang der 1990er Mitbegründer der Pauline 13, dem sozialpsychiatrischen Pendant zur Arkade, im Bodenseekreis. Sein Ziel war es, außerhalb des Kliniksystems Strukturen zu schaffen, in die psychisch Kranke entlassen werden konnten: Sozialpsychiatrische Dienste, Betreutes Wohnen, Tagesstätte, Kulturwerkstatt, Wohnheime RPK, psychosoziale Dienste und psychiatrische Familienpflege.
Bei der gemeinnützigen Tätigkeit des Vorsitzes des Vereins Arkade e.V., in Ravensburg, die Schmidt-Michel als Gründer der Arkade e.V. von 1984 bis 2015 innehatte, handelte es sich etwa zwischen 1984 und 1994 um eine außerdienstlich abzuhandelnde Tätigkeit, die weder materiell noch ideell vergütet wurde. Dies änderte sich erst ab 1996. Die Gründung des Ravensburger Vereins Gemeinde-Psychiatrie-Kultur geht – Ende der 1980er Jahre – ebenfalls direkt auf die ehrenamtliche Tätigkeit von Schmidt-Michel, hier zusammen mit dem ehemaligen Mitarbeiter des Zentrums für Psychiatrie (ZfP) Südwürttemberg, Dr. Michael Konrad, zurück.
Innerhalb des ZfP Südwürttemberg verfolgte Schmidt-Michel den Ausbau einer gemeindenahen Psychiatrie. Er trieb die Einführung der Psychiatrischen Institutsambulanzen voran, engagierte sich in Wangen (im Allgäu) für die landesweit erste Satellitenstation und eine weitere am Klinikum Friedrichshafen und etablierte einen ambulanten Krisendienst.
Neben Projekten in der Region gestaltete Schmidt-Michel Psychiatrie auch auf Bundesebene die Psychiatriepolitik mit. Als Vorstand der Aktion Psychisch Kranke war er für eine Legislaturperiode tätig.
Seine Aufgabe als Arzt sah Schmidt-Michel darin, für Menschen ein Umfeld zu schaffen, in dem sie gedeihen können. Entsprechend schockiert war er beim Besuch einer psychiatrischen Klinik in Rumänien in den 1990ern angesichts der medizinischen und baulichen Voraussetzungen. Gemeinsam mit Kolleginnen und Kollegen gründete er so den Verein Beclean e.V. mit dem Ziel der Reformierung der rumänischen Psychiatrie im Raum Cluj. Die Projektarbeit dauert bis heute an.
Auch die Auseinandersetzung mit dem Schicksal der im Nationalsozialismus von seinen Vorgängern (in den therapeutischen Berufen) ermordeten Patienten bewegte den ehemaligen Ärztlichen Direktor. Um an ihr Schicksal zu erinnern, entstand in Zusammenarbeit mit der Stadt Ravensburg (Oberbürgermeister Hermann Vogler) das Denkmal der Grauen Busse, das 2007 der Öffentlichkeit übergeben wurde. Inzwischen ist dieses weit über die Region und das Land hinaus zu einem Symbol des Gedenkens an die Ermordung psychisch Kranker geworden.
Die Initiative des 2007 der Ravensburger Öffentlichkeit übergebenen „Denkmals der grauen Busse“ in Bemühung um ein zeitgemäßes und angemessenes Gedenken der medizinischen Opfer des Nationalsozialismus im Bereich der Psychiatrie betrieb Paul-Otto Schmidt-Michel seit 2002. Es bedurfte jahrelanger Überzeugungs- und Aufklärungsarbeit, bis ein kompetitives Wettbewerbsverfahren unter überregional ausgewählten Künstlern in den Jahren 2005/06 zu einer gemeinsamen Auslobung und Finanzierung dieses Denkmals führten – nun gemeinsam getragen vom ZfP Weissenau (inzwischen: ZfP Südwürttemberg) und der Stadt Ravensburg.
Nach seiner Berentung im Frühjahr 2014 engagierte er sich weiter für die Themen, die sein Berufsleben geprägt haben. Für vier Jahre war er Sprecher der Besuchskommission des Regierungsbezirks Stuttgart, die alle drei Jahre anerkannte Einrichtungen besucht und überprüft, ob die besonderen Aufgaben bei der Unterbringung nach PsychKHG von Menschen mit psychischen Störungen erfüllt werden.
Für seine Verdienste um die Psychiatrie erhielt er 2019 das Verdienstkreuz am Bande des Verdienstordens der Bundesrepublik Deutschland.

## Auszeichnungen
- 1990: Hermann-Simon-Preis[36][11]
- 1992: Hans-Peter-Kitzig-Preis[36]
- 2000: Lilly Schizophrenia Reintegration Awards, Kategorie: Klinische Medizin. Hauptpreis für „Verein Beclean e. V. – Verein zur Unterstützung psychisch Kranker in Rumänien“
- 2019: Verdienstkreuz am Bande des Verdienstordens der Bundesrepublik Deutschland[14][37]

## Publikationen (Auswahl)

### Monographien und andere Publikationen
- P.-O. Schmidt-Michel: Asylierung oder familiale Versorgung. Die Vorträge auf der Sektion Psychiatrie der Gesellschaft Deutscher Naturforscher und Ärzte bis 1885. (= Abhandlungen zur Geschichte der Medizin und der Naturwissenschaften. H. 44). Matthiesen, Husum 1982, ISBN 3-7868-4044-X.
- T. Höll, P.-O. Schmidt-Michel: Irrenpflege im 19. Jahrhundert. Die Wärterfrage in der Diskussion der deutschen Psychiater. (= Werkstattschriften zur Sozialpsychiatrie. Band 44). Psychiatrie Verlag, Bonn, 1989, ISBN 3-88414-113-9.
- M. Konrad, P.-O. Schmidt-Michel: Die 2te Familie. Psychiatrie-Verlag, Bonn 1993, ISBN 3-88414-148-1.

### Herausgeberschaften
- T. Müller, P.-O. Schmidt-Michel, F. Schwarzbauer (Hrsg.): Vergangen? Spurensuche und Erinnerungsarbeit – Das Denkmal der Grauen Busse. Verlag Psychiatrie und Geschichte, Zwiefalten 2017, ISBN 978-3-931200-25-1.
- P.-O. Schmidt-Michel, H.-P. Elsässer-Gaißmaier (Hrsg.): Zeitenwende. Dokumente eines psychiatrischen Unterstützungsprojekts in Rumänien. Verlag Psychiatrie und Geschichte, Zwiefalten 2014, ISBN 978-3-931200-21-3.

### Buchbeiträge
- P.-O. Schmidt-Michel: „Nach Deutschland verbracht“. Opfer der ‚Aktion T4‘ der Heil- und Pflegeanstalten Weissenau (Württemberg) und Reichenau (Baden) aus der Schweiz. In: T. Müller, U. Kanis-Seyfried, B. Reichelt (Hrsg.): Psychiatrie und Nationalsozialismus im deutschen Südwesten und angrenzenden Gebieten. (I). Verlag Psychiatrie und Geschichte, Zwiefalten 2022, S. 235–266.
- P.-O. Schmidt-Michel: Post wohin? Briefe von Angehörigen an Opfer der Aktion T4. In: T. Müller, P.-O. Schmidt-Michel, F. Schwarzbauer (Hrsg.): Vergangen? Spurensuche und Erinnerungsarbeit – Das Denkmal der Grauen Busse. Verlag Psychiatrie und Geschichte, Zwiefalten 2017, S. 71–91.
- P.-O. Schmidt-Michel, T. Müller: Zur Geschichte der Gemeindepsychiatrie in den südwestdeutschen Landkreisen Ravensburg und Bodensee seit 1970. In: T. Müller, U. Kanis-Seyfried, B. Reichelt, R. Schepker (Hrsg.): Psychiatrie in Oberschwaben. Die „Weissenau“ bei Ravensburg zwischen Versorgungsfunktion und universitärer Forschung. Verlag Psychiatrie und Geschichte, Zwiefalten 2017, S. 311–337.
- P.-O. Schmidt-Michel: Psychiatrische Familienpflege – Betreute Leben in Gastfamilien. In: T. Becker, J. Bäuml, G. Peitschel-Walz, G. Weig (Hrsg.): Rehabilitation bei schizophrenen Erkrankungen. Deutscher Ärzteverlag, Köln 2007, S. 175–186.
- P.-O. Schmidt-Michel: Research on psychiatric family foster care. In: M. Wetsch-Benqué et al. (Hrsg.): Les interactions en accueil familial. Erès, Toulouse 1993, S. 113–120.
- I. Kössinger, P.-O. Schmidt-Michel: Ergebnisse zur Familienpflege – ein Literaturüberblick. In: M. Konrad et al. (Hrsg.): Die 2te Familie. Psychiatrie-Verlag, Bonn 1993, S. 114–121.